# 荷納斯·楚巴
荷納斯·楚巴（西班牙語：Jonás Trueba；1981年11月30日—）是一名西班牙電影導演。

## 生平
荷納斯·楚巴出生於馬德里，他的父親為導演佛南多·楚巴。
2019年，他執導的第5部長片《馬德里心旅行》於卡羅維瓦利影展競賽單元中首映，獲得特別提及獎以及費比西國際影評人獎；隔年入選為法國電影雜誌《電影筆記》年度10大佳片第10名。2021年，他完成拍攝5年的電影《誰在阻止我們》，於聖賽巴斯提安影展競賽單元中舉行世界首映，電影裡8位青少年演員共同獲得最佳配角銀貝殼獎，導演也獲得會外獎費比西國際影評人獎，隔年再度名列《電影筆記》年度10大佳片第10名。

## 電影作品

### 劇情長片
- 2010年：《每首關於我的歌》（Todas las canciones hablan de mí）
- 2013年：《夢想家》（Los ilusos）
- 2015年：《在路上》（Los exiliados románticos）
- 2016年：《再次征服你的心》（La reconquista）
- 2019年：《馬德里心旅行》（La virgen de agosto）
- 2021年：《誰在阻止我們》（Quién lo impide）
- 2022年：《仲夏絮語》（Tenéis que venir a verla）
- 2024年：《仲夏分手派對》（Volveréis）

## 外部連結
- 荷納斯·楚巴在互联网电影资料库（IMDb）上的資料（英文）
- 荷納斯·楚巴在豆瓣上的资料（简体中文）